# Receptor tirozinska kinaza
Receptor tirozinske kinaze (RTK) su receptori ćelijske površine visokog-afiniteta za mnoge polipeptidne faktore rasta, citokine, i hormone. Od devedeset jedinstvenih gena tirozinskih kinaza identifikovanih u humanom genomu, 58 kodira proteine receptor tirozinskih kinaza. Za receptor tirozinske kinaze je bilo pokazano da su ne samo ključni regulatori normalnih ćelijskih procesa, nego i da imaju kritičnu ulogu u razvoju i progresiji mnogih tipova raka.

## Klase receptora tirozinskih kinaza
Približno 20 različitih RTK klasa je poznato.
1. klasa I ( receptorska familija) (ErbB familija)
2. klasa II (Insulinski receptor familija)
3. klasa III ( receptor familija)
4. klasa IV ( receptor familija)
5. klasa V ( receptori familija)
6. klasa VI ( receptor familija)
7. klasa VII ( receptor familija)
8. klasa VIII ( receptor familija)
9. klasa IX ( receptor familija)
10. klasa X ( receptor familija)
11. klasa XI ( receptor familija)
12. klasa XII ( receptor familija)
13. klasa XIII ( receptor familija)
14. klasa XIV ( receptor familija)
15. klasa XV ( receptor familija)
16. klasa XVI ( receptor familija)
17. klasa XVII ( receptor familija)

## Literatura
- Nicholas C. Price; Lewis Stevens (1999). Fundamentals of Enzymology: The Cell and Molecular Biology of Catalytic Proteins (Third изд.). USA: Oxford University Press. ISBN 019850229X.
- Eric J. Toone (2006). Advances in Enzymology and Related Areas of Molecular Biology, Protein Evolution (Volume 75 изд.). Wiley-Interscience. ISBN 0471205036.
- Branden C; Tooze J. Introduction to Protein Structure. New York, NY: Garland Publishing. ISBN 0-8153-2305-0.
- Irwin H. Segel. Enzyme Kinetics: Behavior and Analysis of Rapid Equilibrium and Steady-State Enzyme Systems (Book 44 изд.). Wiley Classics Library. ISBN 0471303097.

1. ↑  Robinson DR, Wu YM, Lin SF (2000). „The protein tyrosine kinase family of the human genome”. Oncogene. 19 (49): 5548—5557. PMID 11114734. doi:10.1038/sj.onc.1203957.
2. ↑  Zwick, E. Bange, J. Ullrich, A. (2001). „Receptor tyrosine kinase signalling as a target for cancer intervention strategies”. Endocr. Relat. Cancer. 8 (3): 161—173. PMID 11566607. doi:10.1677/erc.0.0080161.
3. ↑  „KEGG BRITE: Receptors and Channels - Homo sapiens (human)”. Архивирано из оригинала 27. 02. 2009. г.

## Spoljašnje veze
- Tyrosine+Kinase+Receptors на 
- EC 2.7.10.1